# 环形

圆环

数学中，环形（annulus）是一个环状的几何图形，或者更一般地，一个环状的对象。几何学中通常所说的环形就是圆环，一个大圆盘挖去一个小同心圆盘剩下的部分。
圆环的对称性非常强，是一个以圆心为对称中心的中心对称图形，也是有无数条对称轴的轴对称图形。圆环的几何中心就是圆心。一个以圆心为中心，半径为内外半径的几何平均值的反演保持圆环整体不变，将内外边缘互换，内圆内部与外圆外部互换。
一个外半径 R 内半径 r 圆环的面积由外圆和内圆面积之差给出：
{\displaystyle A=\pi (R^{2}-r^{2})=\pi (R+r)(R-r)\,.}
后一个等式表明圆环面积等于内外半周长之和乘以宽度。
有趣的是，圆环的面积也等于 π 乘以完全位于圆环内部的最长线段的长度一半的平方，这可由勾股定理证明。位于圆环内最长的线段必定和内圆相切，该线段的一半和半径 r、R 能组成一个以 R 为斜边的直角三角形。
这个公式也可通过积分得到，将圆环分解成无穷个宽 dρ面积  {\displaystyle 2\pi \rho \,d\rho } ( = 周长 × 宽) 的小环形，从 {\displaystyle \rho =r} 到 {\displaystyle \rho =R} 积分:
{\displaystyle A=\int _{r}^{R}2\pi \rho \,d\rho =\pi (R^{2}-r^{2}).}

## 拓扑
在拓扑的意义上来说，平面内一个开环形是由一条简单闭曲线为外边缘和其内部一简单闭曲线为内边缘之间围成的区域。环形是最简单的二连通区域。开环形的基本群为 {\displaystyle \mathbb {Z} } ，基本群的生成元是环内绕内边缘内部任一点一周的路径。一個开环形拓扑等价于圆柱面 {\displaystyle S^{1}\times (0,1)} 或穿孔平面。
一个环形的万有覆叠空间是带形 {\displaystyle \mathbb {R} \times (0,1)} ，带形到环形（同构于圆柱面）的覆叠映射为：
{\displaystyle \mathbb {R} \times (0,1)\ni (x,y)\mapsto (e^{ix},y)\in S^{1}\times (0,1)\;.}
庞加莱-伯克霍夫不动点定理指出闭圆环的任一个保持边界不动的保面积自同构映射（辛同构）在圆环内部至少有两个不动点，更一般的保面积的扭曲映射（两个边缘转动方向相反，提升到带形上看得更清晰）至少有两个不动点。这个定理来自三体问题，最早由庞加莱1912年提出，他给出了不完整的证明，又称为“庞加莱最后的几何定理”；第二年，伯克赫夫第一次给出了完整的证明。

## 复结构
在复分析中，复平面上一个（圆）环域 ann(a; r, R) 是由
{\displaystyle r<|z-a|<R\,}
定义的开区域，这里 a 是任意复数，0 < r < R < ∞ 。注意环域常定义为开集。
更一般地，如果允许 r = 0，R < ∞ 这个区域又称以 a 为中心半径为 R 的穿孔圆盘；r > 0 ，R = ∞ 这个区域共形于 ann(a; 0, 1/r )；r = 0，R = ∞ 时这个区域即穿孔复平面。
作为复平面的子集，一个环域可以看作一个黎曼曲面。环域的复结构由半径的比值 r/R 刻画。任何 0 < r < R < ∞ 的通常圆环 ann(a; r, R) 能解析同胚于中心为原点外半径为 1 的标准环域，同胚映射为：
{\displaystyle z\mapsto {\frac {z-a}{R}},}
内半径 r / R < 1。
穿孔圆盘、穿孔复平面和 0 < r < R < ∞ 的通常圆域是三类复结构不同的黎曼曲面，三者之间均不存在解析同构。任一个不规则的环形区域，或者说二连通域，均解析同胚于标准的环域。
阿达马三圆定理是关于一个解析函数在环域内的最大值与边界值关系的论述。